# 共鳴トンネルダイオード
共鳴トンネルダイオード（きょうめいトンネルダイオード、英: Resonant tunneling diode, RTD）は共鳴状態を通じて特定のエネルギー準位をもつ電子や正孔がトンネル効果により伝導する、共鳴トンネリング構造を持つダイオードである。 負性抵抗領域のある電流電圧特性を持つことが多い。
トンネルダイオードは量子トンネル効果を利用する。トンネルダイオードの電流電圧特性の特徴は負性抵抗領域を持つことであり、独特なさまざまな用途に用いられる。薄膜越しの量子トンネリングは非常に速いプロセスであることから、高速動作が可能である。テラヘルツ領域で動作可能な発振器およびスイッチング素子への応用に向けた研究が盛んである。

## 概要

共鳴トンネルダイオードの動作原理を表わす図と、負性抵抗領域をもつ電流電圧特性。印加電圧により共鳴状態の第一準位（バンド図中赤実線）とソースのフェルミ準位（バンド図中青線）が一致する点が電流電圧特性におけるピークにあたり、その右側には負性抵抗領域が見られる（左：バンド図、中：透過係数、右：電流電圧特性）。右図にみられる負性抵抗領域は、ソースのフェルミ準位と共鳴準位との相対位置により生じている。

RTDはIII-V族、IV族、II-VI族などさまざまな材料を用いて製造可能であり、通常のトンネルダイオードと同様の高濃度ドープpn接合、2重障壁、3重障壁、量子井戸、量子細線などさまざまな共鳴トンネル構造がある。Si/SiGe バンド間共鳴トンネルダイオードは、その構造と製造プロセスから現行のCMOS技術およびSi/SiGeヘテロ接合バイポーラ技術への組み込みに適している。
RTDの代表例として、2つのごく薄いエネルギー障壁にはさまれた単一の量子井戸構造をもつものがあげられる。この構造は2重障壁構造と呼ばれる。電子や正孔などのキャリアは、井戸型ポテンシャルの項で説明されるように量子井戸中ではとびとびのエネルギー準位を持つ状態しかとることができない。
RTDの特徴の1つとして、右図にしめすとおり負性抵抗領域をもつことがあげられる。負性抵抗の表われる原理は#動作の項に示す。負性抵抗領域を持つ電子回路素子は一般に発振回路に利用することができるが、RTDはその高速動作性からテラヘルツ波発生器によく用いられる。
この構造は、分子線ヘテロエピタキシーにより成長させることができる。特によく用いられるGaAsおよび AlAsに加え、AlAs/InGaAsやInAlAs/InGaAsも用いられる。
RTDを組み込んだ回路の動作は、ファン・デル・ポール方程式を一般化したリエナール方程式により記述することができる。

## 動作
下のプロセスは右図に示したものと同一である。障壁の数および量子井戸中の準位の数によっては、下のプロセスが繰り返される。

### 正性抵抗領域
バイアス電圧が低い場合、バイアス電圧が高まるにつれて量子井戸中の第一準位がソースのフェルミ準位に近づくため、電流は増加する。

### 負性抵抗領域
さらにバイアス電圧を高めると、量子井戸中の第一準位はエネルギー的に低くなっていき、バンドギャップ領域へと入っていくため、電流は減少する。この段階ではまだ、量子井戸中の第二準位はエネルギーが高すぎて伝導に寄与しない。

### 2番目の正性抵抗領域
最初の正性抵抗領域と同様に、量子井戸中の第二準位がソースのフェルミ準位に近づくにつれて、この準位を通じたトンネル電流が増加するため、総電流が再び増加する。

## バンド内共鳴トンネリング

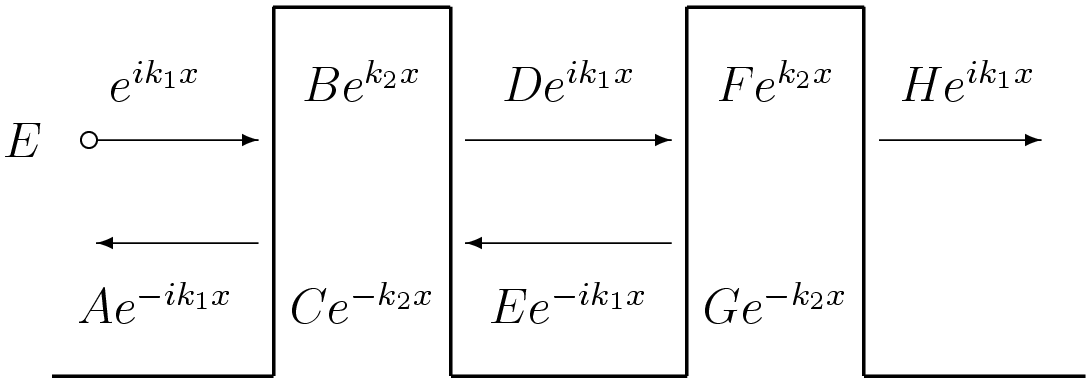
2重障壁ポテンシャルに、障壁よりも低いエネルギーの粒子が左から入射するようす。

単一障壁を越える量子トンネリングでは、透過係数すなわちトンネリング確率は、入射粒子のエネルギーが障壁の高さよりも低い場合つねに1よりも小さい。2つの障壁が互いにごく近くに存在するポテンシャル構造を考えると、その透過係数はさまざまな標準的手法をもちいて（入射粒子エネルギーの関数として）算出することができる。
2重障壁を越えるトンネリングは、1951年にデヴィッド・ボームによりWKB近似の下で初めて解かれた。ボームはこの際、特定の入射エネルギーにおいて透過係数に共鳴が起こることを指摘し、特定のエネルギーの場合には透過係数は1となり、2重障壁の存在にもかかわらず粒子は素通りすることを示した。この現象を共鳴トンネリング(resonant tunneling)と呼ぶ。ここで、一つ一つの障壁の透過係数は常に1より小さいにもかかわらず、障壁を2重にすると透過係数が1になることは興味深い。
その後、1964年に L. V. Iogansenは半導体結晶中に生じた2重障壁を越えた電子の共鳴透過の可能性について論じた。1970年代初頭、Tsu, Esaki, Changは有限超格子の2端子間電流電圧特性を計算し、透過係数だけでなく電流電圧特性にも共鳴が生じうることを示した。障壁の数が2よりも大きなポテンシャル構造についても共鳴トンネリングは生じる。分子線エピタキシー技術の進展により、テラヘルツ周波数領域において負性抵抗を示しうることが1980年代に報告された。これにより多重障壁構造とトンネリングについての研究に大きな注目があつまるようになった。
共鳴トンネリングに必要なポテンシャル構造は、異なる種類の半導体同士のヘテロ接合を用いて伝導帯端あるいは価電子帯端にポテンシャル障壁および量子井戸を作ることにより実現できる。

### III-V共鳴トンネルダイオード
共鳴トンネルダイオードはさまざまなIII-V族半導体のヘテロ接合を用いて伝導帯端あるいは価電子帯端中に2重もしくは多重障壁を形成して実現されることが多い。比較的高性能のIII-V共鳴トンネルダイオードが実現されている。しかし、III-V族半導体をSiベースのCMOS技術と組み合わせて処理することは難しく、高コストなためこの種の素子は応用上の主流とはなっていない。
ほとんどの半導体光エレクトロニクス素子はIII-V族半導体を用いているため、III-V RTDを光電子工学集積回路(OEIC)に組み込んでRTDの負性抵抗を活かすことが可能である。近年では、RTDの電流電圧特性の素子ごとのばらつきを素子の唯一性を担保する方法として利用する、quantum confinement physical unclonable function (QC-PUF)が提案されている。ニューロモルフィック・エンジニアリング用にRTDのスパイク性の振舞いを活かす研究もなされている。

### Si/SiGe共鳴トンネルダイオード
Si/SiGe系を用いて共鳴トンネルダイオードを実現することもできる。正孔・電子両方のトンネリングが観測されている。しかし、SiとSiGeの間の伝導帯端・価電子帯端上の不連続が大きくないことから、Si/SiGe共鳴トンネルダイオードの性能は高くない。Si/SiGeヘテロ接合では、正孔トンネリングの方が先に試みられた。これは、Si基板上に成長させた、圧縮方向に歪んだSi1−xGex層においては、Si/SiGeヘテロ価電子帯端の不連続のほうが伝導帯端の不連続よりも大きいためである。負性抵抗領域は低温下でのみ観測され、室温では観測されなかった。後に電子を電荷担体とする共鳴トンネルダイオードも実現され、室温においてpeak-to-valley current ratio (PVCR) 1.2を達成した。その後の開発により、電子トンネリングを用いるRTDで室温においてPVCR 2.9、ピーク電流密度(PCD)  4.3 kA/cm2、およびPVCR 2.43、PCD  282 kA/cm2が達成されている。

## バンド間共鳴トンネルダイオード
共鳴バンド間トンネルダイオード(RITD)は「バンド内」共鳴トンネルダイオード(RTD)と、従来の「バンド間」トンネルダイオードの構造とふるまいを組み合わせたもので、伝導帯端上の量子井戸のエネルギー準位と価電子帯端上の量子井戸のエネルギー準位との間で起こる遷移を利用する。共鳴バンドトンネルダイオードと同様、バンド間共鳴トンネルダイオードはIII-V族半導体やSi/SiGe系材料を用いて実現することができる。

### III-V RITD
III-V族半導体を用いるRITDとしては、InAlAs/InGaAs RITD が室温において70から144の間のPVCRを実現しており、スズベースのRITDも室温でPVCR 20を実現している。III-V RITD の主な欠点は、Siプロセスと非互換なことと、高価なことである。

### Si/SiGe RITD

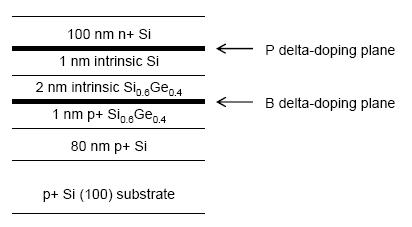
Si/SiGeバンド間共鳴トンネルダイオードの典型的な構造

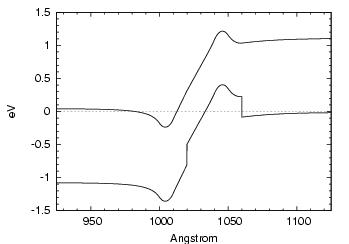
典型的なSi/SiGeバンド間共鳴トンネルダイオードのバンド図。Gregory Snider's 1D Poisson/Schrödinger Solver により計算。

Si/SiGeバンド間トンネルダイオードは、現代において主流のSi集積回路技術へ組み込める可能性を持つため、開発がすすめられている。

#### 構造
設計上の5つのキーポイントは以下の通り。
1. 真性トンネリング障壁
2. デルタドープされたキャリア注入層
3. デルタトープ面からヘテロ接合面までの距離
4. 低温分子線エピタキシャル成長
5. 成長後ラピッドサーマルアニーリング(RTA)[23]

#### 性能
典型的な応用回路に必要なPVCRは、3程度が最低限とされる。低電流密度Si/SiGe RITDは低電力メモリ用途に適しており、高速デジタル・混合信号処理用途には高電流密度トンネルダイオードが必要とされる。室温におけるPVCR 4 までのSi/SiGe RITDは開発されている。別のグループでは同じ構造を別の分子線エピタキシーシステムで再現し、PVCR 6.0 まで実現されている。ピーク電流密度については、20 mA/cm2から218 kA/cm2と、7桁もの範囲で実現されている。SiGe RITDをフォトリソグラフィにより製造したのち、ウェットエッチングによりダイオードのサイズをさらに小さくすることでresistive cut-off frequency 20.2 GHzが実現されている。電子線リソグラフィなどの技術を用いてより小さなRITDを製造すれば、さらなる向上がみこまれる。

#### Si/SiGe CMOSおよびヘテロ接合バイポーラトランジスタへの組み込み
Si/SiGe RITDのSi CMOSへの組み込みは実証されている。Si/SiGe RITDとSiGeヘテロ接合バイポーラトランジスタとの積層も実証されており、PVCRを調整可能な3端子負性抵抗回路素子が実現されている。これらの成果から、Si/SiGe RITDはSi集積回路技術への組み込み候補として有力である。

#### その他の用途
SiGe RITDの他の用途としては、多値論理回路がブレッドボード上で実証されている。